# Тушевская
Тушевская — деревня в Шенкурском районе Архангельской области. Входит в состав муниципального образования «Ровдинское».

## География
Деревня расположена в южной части Архангельской области, в таёжной зоне, в пределах северной части Русской равнины, в 48 километрах на юг от города Шенкурска, на правом берегу реки Ваги. Ближайшие населённые пункты: на западе, противоположенном берегу реки, деревня Палыгинская, на юге деревня Митинская.
Часовой пояс
Тушевская, как и вся Архангельская область, находится в часовой зоне МСК (московское время). Смещение применяемого времени относительно UTC составляет +3:00.

## Население
| 2002 | 2010 | 2012 |
| ---- | ---- | ---- |
| 5    | ↘4   | ↘1   |

## История
Указана в «Списке населённых мест по сведениям 1859 года» в составе Шенкурского уезда(1-го стана) Архангельской губернии под номером «1978» как «Тушенская». Насчитывала 9 дворов, 33 жителя мужского пола и 45 женского.
В «Списке населенных мест Архангельской губернии к 1905 году» деревня Тушевская насчитывает 18 дворов, 75 мужчин и 81 женщину.  В административном отношении деревня входила в состав Устьпуйского сельского общества Ровдинской волости.
На 1 мая 1922 года в поселении 31 двор, 65 мужчин и 76 женщин..